# 趙新那
赵新那（1923年5月14日—2020年12月22日），女，中国化学家，中南大学化学系教授。

## 生平
趙新那毕业于哈佛大学化学系。1945年與黃培雲結婚。文革時曾被下放勞改。
1998年，赵新那在黄培云的協助下，编写了《赵元任年谱》一书，由商务印书馆出版发行。

## 家庭
父趙元任，中國語言學家；新那为次女。
丈夫黄培云。